# Джоуи (телесериал)
«Джо́уи» (англ. Joey) — американский комедийный телевизионный сериал (ситком), транслировавшийся каналом NBC с 9 сентября 2004 по 7 марта 2006 года. Сериал также был показан в других странах (в том числе и в России) и издан на DVD. Главный герой сериала — Джоуи Триббиани (его исполнил актёр Мэтт Леблан) — персонаж популярного телесериала «Друзья» (англ. Friends), который отправился в Лос-Анджелес, чтобы начать новый этап своей актёрской карьеры.
В России сериал был показан на канале НТВ в утреннем эфире и повторно показан этим же каналом, но в ночном эфире.

## Сюжет
Джоуи Триббиани, стремящийся осуществить свою заветную мечту и стать звездой кино, после расставания с друзьями, переезжает из Нью-Йорка в Лос-Анджелес, где живёт его сестра, Джина (Дреа Де Маттео), и двадцатилетний племянник-вундеркинд Майкл (Пауло Костанцо). У него появляются и новые друзья — Алекс (Андреа Андерс) и Зак (Мигель А. Нуньез). На новом месте Джоуи сталкивается с новыми проблемами как профессионального, так и личного характера.

## Персонажи

### Главные герои
- Джоуи Триббиани (англ. Joey Tribbiani, актёр — Мэтт Леблан) — актёр и главный герой сериала. Джоуи очень любит поесть и пофлиртовать с женщинами. Глуп, добродушен и доверчив. У него было множество подруг, но ни с одной не было продолжительных отношений. В конце концов, Джоуи стал встречаться с Алекс и у них завязался роман. Джоуи находится в постоянном поиске своей «главной роли». Известно, что он работал телеведущим и снимался в боевике. Правда, оба эти проекта не были успешными. Потом Джоуи нашёл себе роль в остросюжетном сериале «Глубокая пороша» (англ. Deep Powder) и благодаря этой роли приобрёл известность. Затем он стал сниматься в боевике под названием «Captured», который имел большой успех. После этого Джоуи решил открыть свою кинокомпанию.
- Джина Триббиани (англ. Gina Tribbiani, актриса — Дреа Де Маттео) — старшая сестра Джо. Сначала работает парикмахером, потом — секретарём агента Джоуи Бобби. Имеет сына по имени Майкл, которого очень любит и опекает. Выясняется, что она родила Майкла, когда ей было 16 лет (но Майклу сказала, что родила его в 22). Обладает очень напористым и агрессивным характером, из-за чего Джоуи немного её побаивается. Непродолжительное время встречалась с Гленом, секретарём Джо, но бросила его из-за Майкла. Также встречалась с Джимми, старым другом Джо, с которым смогла построить отношения.
- Майкл Триббиани (англ. Michael Tribbiani, актёр — Пауло Костанцо) — племянник Джоуи и сын Джины. Очень образован (в отличие от Джины и Джо), обладает большими познаниями в разных областях науки. Учится в институте, также работает над различными научными проектами. Доверчив, нерешителен, при этом иногда бывает вспыльчив. Испытывает трудности в общении с девушками. Переехал от матери к Джоуи (объяснив это тем, что хочет жить самостоятельно). К Джоуи относится как к отцу и нередко обращается к нему за советом или помощью. В детстве хорошо играл в бейсбол, имеет несколько наград в этом виде спорта.
- Алексис «Алекс» Гэрретт (англ. Alexis «Alex» Garett, актриса — Андреа Андерс) — соседка Джо, работает адвокатом. Также она управляющий в доме, где живёт Джо. Некоторое время терпела насмешки со стороны Джины, но потом они сумели найти общий язык и стали хорошими друзьями. Поначалу была замужем за музыкантом, который всё время был в отъезде, но потом они расстались (Алекс узнала, что муж ей изменяет). После этого Алекс начала испытывать чувства к Джо, но долго не могла сказать ему об этом.

### Второстепенные герои
- Роберта «Бобби» Морганстерн (англ. Roberta «Bobbie» Morganstern, актриса — Дженнифер Кулидж) — агент Джо. Занимается тем, что находит для Джоуи новые роли (например, в сериалах или телепередачах). Имеет своего секретаря, над которым постоянно издевается (например, однажды заставила его танцевать «как робот»). Потом её секретарём стала Джина. Очень напориста и беспринципна, имеет довольно странные привычки и увлечения. Обладает агрессивным и властным характером. Неравнодушна к Майклу.
- Зак Миллер (англ. Zach Miller, актёр — Мигель А. Нуньез мл.) — друг Джо. Сначала работал актёром, затем техником. Позже занялся режиссированием театральных постановок. Джоуи познакомился с ним на съёмках сериала «Глубокая пороша». Зак работает вместе с Джо. Очень темпераментный, у него постоянно рождаются новые идеи. Частенько втягивает Джоуи в разные авантюры и из-за этого иногда ссорится с ним. Несмотря на это, дорожит дружбой с Джо.
- Говард (англ. Howard, актёр — Бен Фальконе) — сосед Джо, банковский работник. Прикладывает все усилия, чтобы стать лучшим другом для Джо, но у него это не очень получается. Однажды хотел устроиться к Джоуи на работу секретарём. В другой раз принимал участие в интернет-голосовании, чтобы Джоуи не выгнали с работы. Известно также, что Говарду некоторое время нравились Джина и Алекс.
- Лорен (англ. Loren, актриса — Люси Лью) — продюсер Джоуи по сериалу «Глубокая пороша», где он играет отца главного героя. Сначала их отношения выглядят натянутами, но затем они заметно улучшаются.
- Джимми (англ. Jimmy, актёр — Адам Голдберг) — один из лучших друзей Джо, знакомый ему ещё со школы. Встречался с Джиной, несмотря на договор «не встречаться с сёстрами друзей». Очень темпераментный и вспыльчивый, иногда бывает несколько грубоват. Вместе с тем, очень образован и умён. После приезда к Джоуи продолжил встречаться с Джиной.
- Джоуи Триббиани-старший (англ. Joey Tribbiani, Sr., актёр — Роберт Костанцо) — отец Джо. Работает водопроводчиком. Мечтал о том, чтобы и его сын перенял эту профессию. Джоуи Триббиани-старшему не очень по душе то, что Джоуи стал актёром. Несмотря на это, он всё равно очень любит своего сына и гордится им.
- Глен (англ. Glen, актёр — Ричард Рукколо) — секретарь Джо. Джоуи нанял его, чтобы разобраться со своими делами. Некоторое время встречался с Джиной, но потом они расстались.
- Бенджамин Локвуд (англ. Benjamin Lockwood, актёр — Джон Ларрокетт) — актёр, партнёр Джоуи по съёмкам. Находится с Джоуи в натянутых отношениях и постоянно соперничает с ним.

## История съёмок
Первая серия сериала вышла на экраны 8 сентября 2004 года. С самого начала показа рейтинги нового шоу были не очень высоки, однако сериал был продлён на второй сезон. Рейтинги продолжали падать. Не выдержав конкуренции в эфире, «Джоуи» оказался в числе самых низкорейтинговых программ на NBC. По этой причине, 15 мая 2006 года канал прекратил трансляцию шоу. NBC так и не показала оставшиеся восемь эпизодов второго сезона, однако в других странах сериал был показан целиком.

## Эпизоды
| Сезон | Сезон | Эпизоды | Оригинальная дата показа | Оригинальная дата показа |
| Сезон | Сезон | Эпизоды | Премьера сезона          | Финал сезона             |
| ----- | ----- | ------- | ------------------------ | ------------------------ |
|       | 1     | 24      | 9 сентября 2004          | 12 мая 2005              |
|       | 2     | 22      | 22 сентября 2005         | 7 марта 2006             |

## Отзывы критиков
На сайте-агрегаторе Metacritic первый сезон «Джоуи» получил 58 баллов из 100.

## Награды и номинации
- В 2004 году «Джоуи» получил награду «Выбор зрителей» как лучший комедийный сериал, а Мэтт Леблан стал лучшим исполнителем мужской роли на телевидении.
- В 2004 году Мэтт Леблан был номинирован на Золотой глобус в категории Лучший актёр сериала (комедия/мюзикл).